# Dyrhólaey

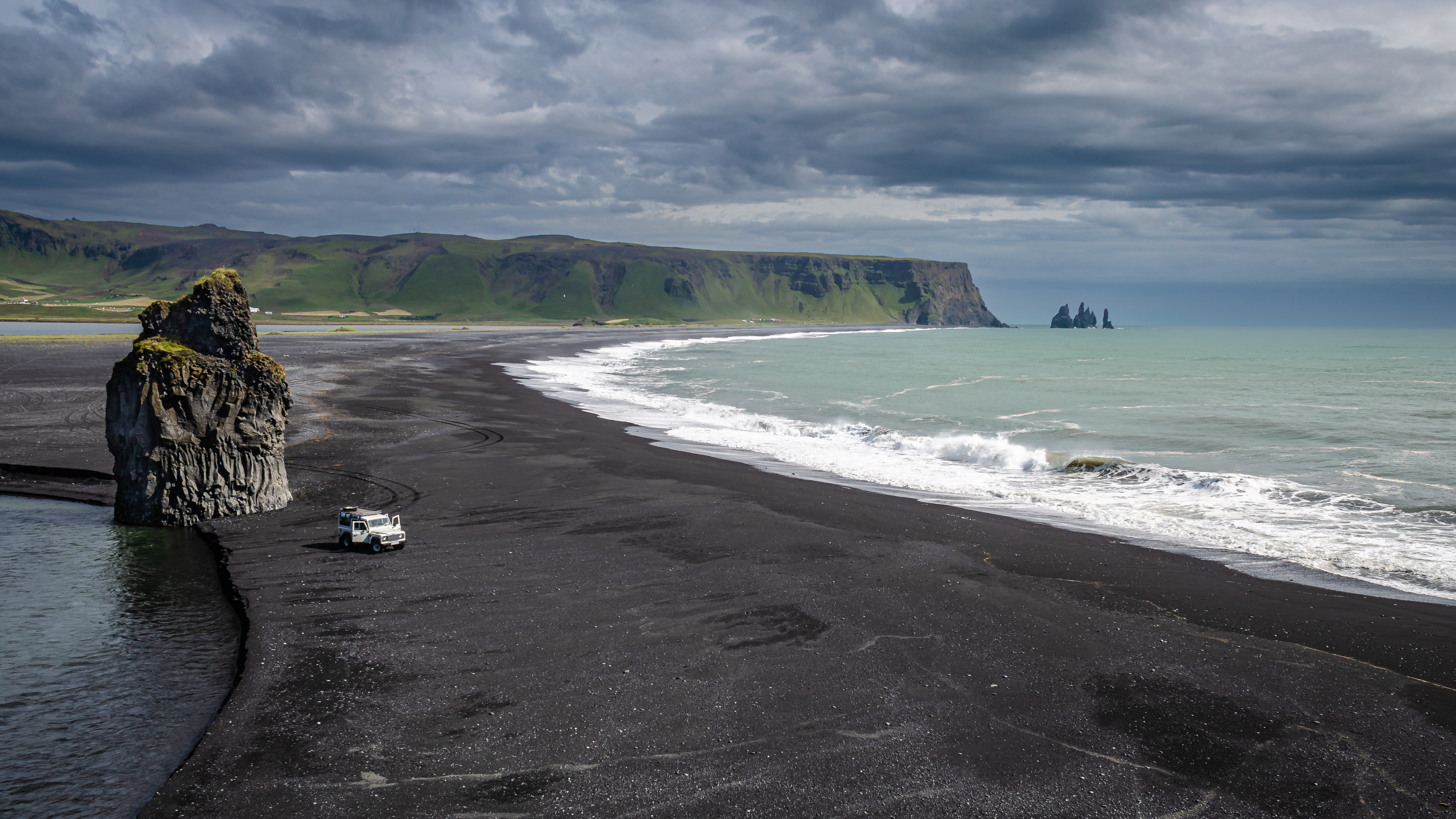
Blick von Dyrhólaey auf den Berg Reynisfjall und die Reynisdrangar-Felsen

Dyrhólaey ['tɪːrˌhouˑlaˌeiˑ], (isl. „Türlochinsel“) ist eine 115 m hoch aufragende Halbinsel im Süden Islands, etwa 6 km westlich von Vík í Mýrdal.

## Vulkanischer Ursprung
Das Kap, das zum Meer hin schroff abfällt, ist vor 80.000–100.000 Jahren bei einem submarinen Vulkanausbruch als Insel entstanden.

## Sehenswertes

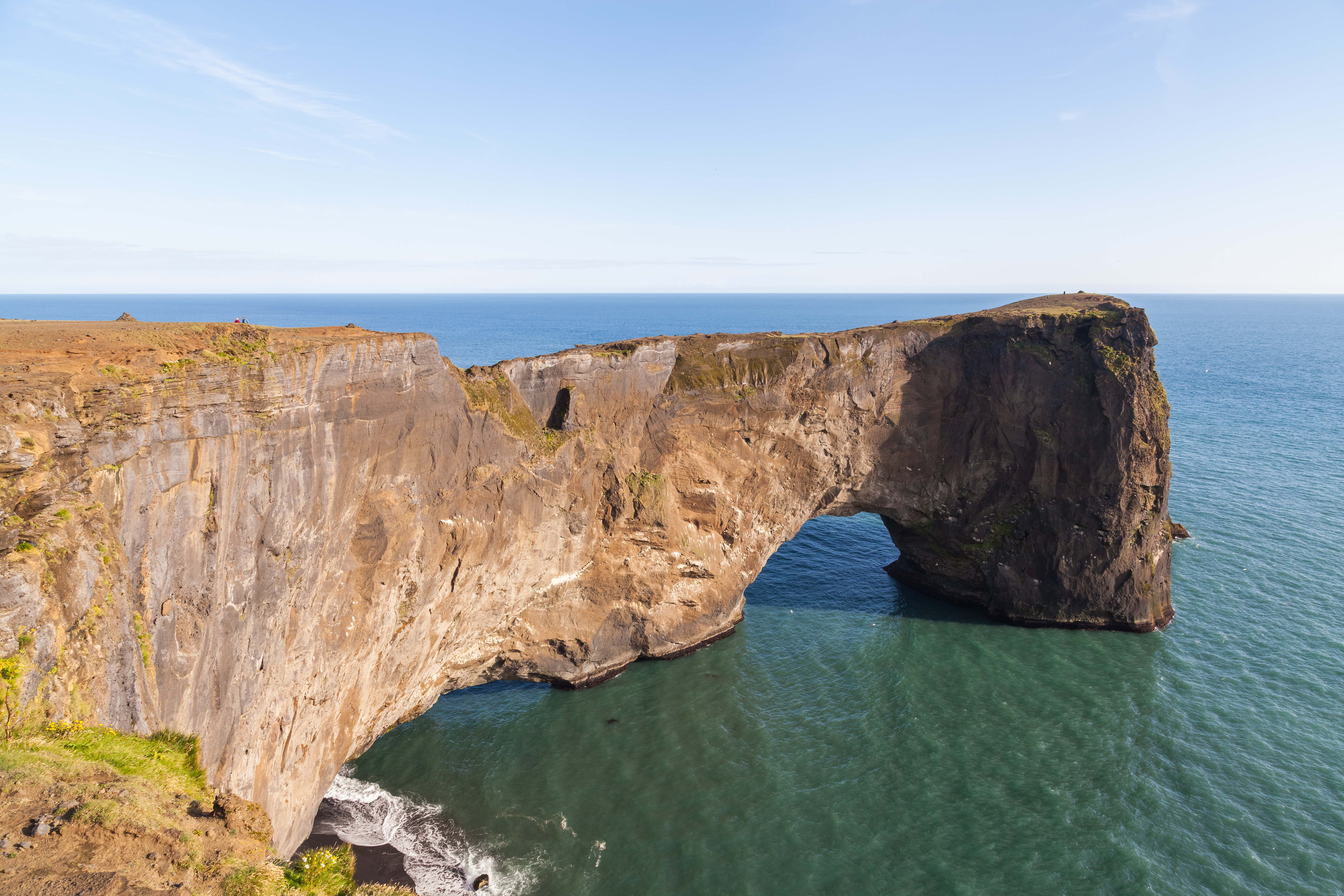
„Torbogen“

Von oben hat man eine hervorragende Aussicht über das Meer und auf den Mýrdalsjökull. Nach Osten hin sieht man die Reynisdrangar, die schwarzen Felsnadeln vor Vík, nach Westen hat man bei guter Wetterlage einen weiten Blick entlang der Südküste.
Die Spitze des Kaps bildet ein Felsentor, durch das Boote fahren können und welches namensgebend wirkte. Sehenswert ist auch der Leuchtturm von 1927. Der erste Leuchtturm von 1910 ist nicht mehr vorhanden.

## Vogelparadies
Dyrhólaey ist für ihren Vogelreichtum bekannt. Im Sommer nistet hier neben Seeschwalben u. a. auch eine große Kolonie Papageitaucher.

## Zugang
Zu der Halbinsel gelangt man über die Straße 218. Die Auffahrt auf das Plateau ist über eine steile aber inzwischen befestigte Straße möglich.

## Sonstiges
Entgegen häufigen Aussagen ist Dyrhólaey nicht der südlichste Punkt der isländischen Hauptinsel; dieser liegt vielmehr 20 km weiter östlich bei Kötlutangi.